# José Sentis
Pour les articles homonymes, voir Sentis.
José Sentis est né le 11 juin 1888 à Tarragone (Espagne) et mort le 20 mai 1983 à Ivry-sur-Seine. Pianiste et auteur-compositeur, il a notamment contribué à introduire le tango en France. Il a écrit les paroles de nombreuses chansons sous le pseudonyme de Teruel.

## Biographie
De formation classique, José Sentis a d'abord étudié en Espagne avec Enrique Granados (1867-1916) avant de s'installer à Paris. Il connaît par la suite le succès dans les salons parisiens, durant les années 1910. Il perfectionne sa technique pianistique avec Ricardo Viñes et Moritz Moszkowski. Gabriel Fauré et Reynaldo Hahn écoutent avec grand intérêt ses premières compositions et l'encouragent.
À Paris, Sentis fréquente la communauté argentine, alors très présente à Paris. Il est ami du pianiste Alberto Lopez Buchardo et de l'écrivain Ricardo Güiraldes. De ces rencontres va naître son goût pour le tango argentin, qu'il va contribuer à populariser en France.
Ainsi, il crée et dirige pour l'Orchestre Mondain. José Sentis est l'un des pionniers du Tango en France au début du XXe siècle.

### Mandolin' Club de Paris
Il a également composé pour l'orchestre du Mandolin'Club de Paris, dirigé par Jeanne-Ricarda Mathorez entre la fin des années 1950 et 1974, remettant ainsi la mandoline au goût du jour. Il compose Maria Morena, qui permettra au Mandolin'Club de remporter le Grand Prix du Disque.
Dans cet orchestre à Plectres ayant popularisé notamment la mandoline en France, ayant effectué une très grande quantité de disques, il accompagnait l'ensemble au piano.
Tout au long de sa carrière, José Sentis fera de nombreuses tournées dans le monde entier : dans les capitales d'Europe, ainsi qu'en Amérique, à Caracas, La Havane, Miami, New-York...
Artiste complet, il compose dans tous les styles, avec une prédilection pour la musique populaire.
Il obtient le Grand Prix de la Chanson en 1952.
Ses œuvres symphoniques et ses rhapsodies font partie, selon Pablo Casals, des meilleures compositions de musique espagnole de son époque.
Décédé en 1983, il est enterré au cimetière de Montmartre, auprès de sa femme Renée Corpelet, chanteuse lyrique.
Il a, entre autres, composé des tangos, paso dobles, des boléros, des valses, rumbas et sambas ainsi que des pièces de danse gitane et créole.

## Œuvres
Ses œuvres les plus connues sont :
- Bebe
- Cadiz, paso doble très célèbre
- Coqueta
- Criollita
- De cinco a siete (De 5 a 7)
- Dis-moi pourquoi (No sé por qué)
- Hechizo (Ton charme)
- Mal de amor
- Mi nostalgia
- Ofrenda (Un cœur à vous offrir)
- Perdon
- Por ti
- Primavera
- Quasimodo
- Que importa !
- Señor Marqués
- Tanagra
- Tango lyrique (le Requiem de l'amour)
- Tango vidalita
- Una lagrima
- Un seul amour
- Violeta
- Volverás

### Musiques de film
Il a également composé des musiques pour des films :
- Plus de whisky pour Callaghan (film policier de 1955, réal. Willy Rozier)
- Trois Argentins à Montmartre (1941, réal. André Hugon)
- Si j'étais le patron (1934, réal. Richard Pottier)
- L'heureuse aventure (1935, réal. Jean Georgesco)
- Melodía de arrabal (1933) : Film où joue Carlos Gardel, pour lequel José Sentis a expressément composé No sé por qué (Dis-moi pourquoi). Les deux hommes se sont rencontrés lors du tournage du film aux studios de la Paramount à Joinville.
- Un hombre de suerte (1930, réal. Benito Perojo)
- Solita de Cordoue (1945, réal. Willy Rozier)
- Au grand balcon (1949, réalisateur Henri Decoin)
- Cet obscur objet du désir (1977, Luis Buñuel): les titres sont : Amparita, Mantilla, Maria Morena, Oublie-moi, Perfidia, Rosal Alegria, Seguirilla Caval.

On peut écouter le tango Celosa dans la compilation Le tango à Paris (1907-1941).